# Ming de Jin
O Imperador Ming de Jin (18 de outubro de 299, 325), foi um imperador da dinastia Jin oriental (265-420). Durante seu breve reino (323-325), conduziu o estado de Jin ao fortalecimento, sofrerá com a dominação de Wang Dun, depois de sua morte, assumiu o imperador Chengdi, que conduziu ao enfraquecendo do estado de Jin.

## Primórdios
Sima Shao nasceu em 299, como o filho mais velho de seu pai Sima Rui, e de sua concubina, Lady Xun, que então em 300 gerou outro filho, Sima Pou (司馬裒). A esposa de Sima Rui, princesa Yu Mengmu (虞孟母), que nunca teve filhos, tinha muitos ciúmes de Lady Xun e a maltratava. Lady Xun, não aguentava mais tais abusos, queixando-se muito, por isso, foi expulso do convívio familiar. Sima Shao foi criado consequentemente pela princesa Yu, com quem teve aparentemente um relacionamento cordial. Durante sua juventude, foi considerado inteligente, embora eventualmente seu irmão Sima Pou se tornasse o favorito de seu pai.
Quando Sima Rui se tornou o primeiro ministro do imperador, Sima Shao, era um adolescente. Depois que Sima Rui se declarou príncipe e posteriormente imperador Yuan de Jin, quis inicialmente fazer de Sima Pou seu príncipe herdeiro, mas após Wang Dao alegar que tradicionalmente o filho mais velho deve suceder o imperador, ele tornou Sima Shao o príncipe herdeiro. 

## Como príncipe herdeiro
Como príncipe herdeiro, sabe-se que Sima Shao procurou homens talentosos, beneficiando-os, e tratando-os como amigos e não como subordinados. Estes incluíram Wang Dao, Yu Liang (cuja irmã Yu Wenjun, se tornaria sua esposa), Wen Jiao, Huan Yi (桓彝), e Ruan Fang (阮放). Foi conhecido também por seu "devoto filial" (uma virtude confucionista) e seus estudos literários. Mais tarde também estudou artes marciais a seus estudos, e visitou frequentemente tropas para incentivá-las.
Quando Wang Dun se revoltou de encontro ao imperador Yuan em 322, a cidade de Jiankang caiu facilmente com as forças de Wang. Quando Sima Shao soube que Wang tinha rompido as defesas de Jiankang, tencionou ir enfrentá-lo, mais seu amigo e subordinado Wen parou-o. Quando Wang forçou a submissão do imperador Yuan, desejava destituir o príncipe herdeiro Shao, acusando-o de ser desobediente ao imperador Yuan. Entretanto, Wen impediu isto publicamente, elogiando o príncipe herdeiro Shao de devoto filial, e dizendo que as acusações de Wang não eram dignas de crédito.
Logo depois em 323, o imperador Yuan morreu após sua derrota por Wang. O príncipe herdeiro Shao sucedeu o trono como o imperador Ming.

## Reino
Uma das primeiras coisas que o imperador Ming fez, foi encontrar sua mãe de nascimento, Lady Xun e pô-la em uma mansão, em Jian'an. Entretanto, talvez por respeito à sua madrasta, a falecida princesa Yu (que tinha morrido em 312 mas foi honrada como uma imperatriz em seu nome póstumo), nunca deu-lhe um título de imperatriz - e o imperador Ming honrou a família da princesa Yu. Além de ser amigo íntimo do irmão da princesa Yu, Yu Yin (虞胤). Alguns meses depois que tomou o trono, Lady Xun foi para o palácio, lá também com o imperador Ming morava sua esposa.
Wang Dun não pensou muito no imperador novo, e tentou usurpar o trono. No verão de 323, mandou chamar o imperador Ming à capital, mas ele não foi realmente a capital, mas foi para Wuchang (武昌, em Ezhou moderno, em Hubei) em Gushu (姑孰, em Ma'anshan moderno, em Anhui), mais perto da capital, e também se declarou o governador da província. Quando o imperador Ming colocou o oficial Chi Jian (郗鑒) como o comandante militar em Hefei, posicionado atrás de Wang, Wang resistiu, e o imperador Ming foi forçado á destituir Chi.
Em 324, Wang Dun estava muito doente, e decidiu reunir suas tropas, que foram controladas pelo seu filho adotivo Wang Ying (王應) que almejava ser o próximo imperador, para atacar as forças imperiais do imperador Ming. Pediu para Wen Jiao, um assistente em quem confiava em Jiankang, dizendo para vigiar o imperador Ming, - esquecendo-se que Wen era leal ao imperador, Wen informou ao imperador Ming dos planos de Wang, assim como da sua doença. Wang Dao, também leal ao imperador Ming, então declarou falsamente às forças imperiais que Wang Dun tinha morrido, e o imperador Ming reforçou suas tropas chamando soldados testados nas batalhas do norte com Zhao de volta à capital. (Quando os generais no comando destas forças, Su Jun e Liu Xia (劉遐) chegaram em Jiankang, mesmo sendo tarde da noite, o imperador Ming foi visitar pessoalmente as tropas, dando-lhe moral.) Wang Dun então movimentou suas tropas para Jiankang, dirigidas por seu irmão Wang Han (王含, pai biológico de Wang Ying) e Qian Feng (錢鳳), para derrotar as tropas imperiais. As tropas imperiais atacadas derrotaram Wang Han e Wang Dun posteriormente morreu, forçando Wang Han e Wang Ying a fugir, mas eles foram capturados e executados.
Em 325, o imperador Ming concedeu nomes póstumos e outros títulos e honras aos oficiais que tinham morrido nas mãos de Wang Dun ao longo dos seus anos de reinado. Também pos o general Tao Kan, conhecido para suas forças armadas e capacidade, responsável pela maioria do domínio anterior de Wang Dun, incluindo a província de Jing (荊州, Hubei moderno).
Na ano da sua morte em 325, o imperador Ming confiou seu filho de quatro anos, o príncipe herdeiro Yan, a um grupo de oficiais de nível elevado, incluindo Sima Yang (司馬羕) o príncipe de Xiyang, de Wang Dao, Bian Kun (卞壼), Chi Jian, Yu Liang, Lu Ye (陸瞱), e Wen Jiao. Morreu logo depois disso - com somente 26 anos. Como o príncipe herdeiro era muito novo para assumir o trono, a imperatriz Yu se transformou na regente, e seu irmão que Yu Liang se transformou no oficial mais poderoso, eventualmente fazendo uma rebelião contra Su Jun e Zu Yue que danificou o estado de Jin por anos.

## Nome de era
Taining (太寧 taì níng) 323-326 

## Informações pessoais
- Pai 
  - Imperador Yuan de Jin
- Mãe 
  - Senhora Xun (D. 335)
- Esposa 
  - Imperatriz Yu Wenjun (criado 323, D. 328), irmã de Yu Liang, mãe dos imperadores Cheng e Kang
- Filhos
  - Sima Yan (司馬衍), o príncipe herdeiro (nascido em 325), depois o imperador Cheng de Jin
  - Sima Yue (司馬岳), original príncipe de Wu (nascido em 326), mais tarde príncipe de Langye (criado 327), depois imperador Kang de Jin
  - Sima Xingnan (司馬興男), princesa Nankang, esposa de Huan Wen
  - Princesa Luling
  - Princesa Taiping